# Marina (2004)
Marina é uma telenovela filipina produzida e exibida pela ABS-CBN, cuja transmissão ocorreu em 2003.

## Elenco
- Snooky Serna - Esther Sto. Domingo
- Joel Torre - Elias Sto. Domingo
- Agot Isidro - Sheila Corrales-Sandico